# Trigonostemon laxiflorus
Trigonostemon laxiflorus är en törelväxtart som beskrevs av Elmer Drew Merrill. Trigonostemon laxiflorus ingår i släktet Trigonostemon och familjen törelväxter.
Artens utbredningsområde är Filippinerna. Inga underarter finns listade i Catalogue of Life.